# Marek Marczak
Marek Grzegorz Marczak (ur. 17 lutego 1969 w Piotrkowie Trybunalskim) – polski duchowny rzymskokatolicki, doktor nauk teologicznych, rektor Wyższego Seminarium Duchownego w Łodzi w latach 2013–2015, biskup pomocniczy łódzki od 2015, sekretarz generalny Konferencji Episkopatu Polski od 2024.

## Życiorys
Urodził się 17 lutego 1969 w Piotrkowie Trybunalskim. W 1987 ukończył miejscowe I Liceum Ogólnokształcące im. Bolesława Chrobrego. W tym samym roku rozpoczął studia w Wyższym Seminarium Duchownym w Łodzi. Święceń prezbiteratu udzielił mu 11 czerwca 1994 w archikatedrze łódzkiej arcybiskup nuncjusz Janusz Bolonek. W latach 1996–2004 odbył studia specjalistyczne w zakresie teologii dogmatycznej na Papieskim Uniwersytecie Gregoriańskim w Rzymie, które ukończył uzyskaniem doktoratu z nauk teologicznych.
W latach 1994–1996 pracował jako wikariusz w parafii św. Andrzeja Apostoła w Restarzewie Poduchownym. Był kierowany do pomocy duszpasterskiej w łódzkich parafiach Świętych Apostołów Piotra i Pawła oraz św. Doroty i św. Jana Chrzciciela. W latach 2004–2013 pełnił funkcję przewodniczącego archidiecezjalnej komisji apostolstwa świeckich, w latach 2010–2013 był wizytatorem katechetycznym, a w latach 2012–2013 zajmował stanowisko archidiecezjalnego duszpasterza pracowników nauki. Został włączony w skład archidiecezjalnej rady kapłańskiej.
W Wyższym Seminarium Duchownym oraz w Instytucie Teologicznym w Łodzi objął zajęcia dydaktyczne z teologii dogmatycznej. W latach 2013–2015 sprawował urząd rektora Wyższego Seminarium Duchownego w Łodzi.
28 lutego 2015 papież Franciszek mianował go biskupem pomocniczym archidiecezji łódzkiej ze stolicą tytularną Leontium. Święcenia biskupie przyjął 11 kwietnia 2015 w bazylice archikatedralnej św. Stanisława Kostki w Łodzi. Udzielił mu ich Marek Jędraszewski, arcybiskup metropolita łódzki, któremu asystowali arcybiskup Celestino Migliore, nuncjusz apostolski w Polsce, i Władysław Ziółek, emerytowany arcybiskup metropolita łódzki. Jako dewizę biskupią przyjął słowa „Dominus lux mea” (Pan moim światłem). W archidiecezji łódzkiej objął urząd wikariusza generalnego. Od 30 stycznia do 4 listopada 2017 pełnił funkcję administratora archidiecezji.
W ramach Konferencji Episkopatu Polski został w 2017 delegatem ds. Duszpasterstwa Akademickiego, ponadto wszedł w skład Komisji Nauki Wiary i Rady ds. Duszpasterstwa Młodzieży. W 2024 został wybrany na urząd sekretarza generalnego Konferencji i z urzędu wszedł w skład: Rady Stałej, Rady Fundacji Świętego Józefa, Rady Fundacji Radość Miłości oraz Komisji Mieszanej Biskupi – Wyżsi Przełożeni Instytutów Życia Konsekrowanego i Stowarzyszeń Życia Apostolskiego.